# Санта-Катарина-да-Фонте-ду-Бишпу
Санта-Катарина-да-Фонте-ду-Бишпу (порт. Santa Catarina da Fonte do Bispo)  —  район (фрегезия) в Португалии,  входит в округ Фару. Является составной частью муниципалитета  Тавира. По старому административному делению входил в провинцию Алгарве (регион). Входит в экономико-статистический  субрегион Алгарве, который входит в Алгарве. Население составляет 2085 человек на 2001 год. Занимает площадь 118,98 км².

## Демография
| Численность населения муниципалитета по годам | Численность населения муниципалитета по годам | Численность населения муниципалитета по годам | Численность населения муниципалитета по годам | Численность населения муниципалитета по годам | Численность населения муниципалитета по годам | Численность населения муниципалитета по годам | Численность населения муниципалитета по годам | Численность населения муниципалитета по годам | Численность населения муниципалитета по годам | Численность населения муниципалитета по годам |
| --------------------------------------------- | --------------------------------------------- | --------------------------------------------- | --------------------------------------------- | --------------------------------------------- | --------------------------------------------- | --------------------------------------------- | --------------------------------------------- | --------------------------------------------- | --------------------------------------------- | --------------------------------------------- |
| 1758                                          | 1858                                          | 1880                                          | 1911                                          | 1940                                          | 1950                                          | 1960                                          | 1970                                          | 1981                                          | 1990                                          | 2001                                          |
| 1287                                          | 1703                                          | 2411                                          | 3486                                          | 4275                                          | 4201                                          | 3808                                          | 2995                                          | 2620                                          | 2354                                          | 2085                                          |